# Forton
Forton (en francès Fourtou) és una vila de la regió d'Occitània, al departament de l'Aude, districte de Limós, cantó de Coisan. Té uns 60 habitants i es troba a 670 metres d'altitud. El terme té més de dos mil hectàrees, i hi neix el riu Orbieu. L'església parroquial està dedicada a Sant Miquel.
La vila s'esmenta com a Fortovum el segle xiv i Forto el xv. El nom occità de Forton o Forthon va ser afrancesat amb la revolució i es diu Fourtou des del 1781.